# Leopold Friedrich
Leopold Friedrich   (1 de gener de 1898 - 1962) fou un aixecador austríac que va competir durant la dècada de 1920.
El 1924 va prendre part en els Jocs Olímpics de París, on disputà la prova del pes semipesant, per a aixecadors amb un pes inferior a 82,5 kg, del programa d'halterofília. En ella guanyà la medalla de bronze, per darrere Charles Rigoulot i Fritz Hünenberger.
En el seu palmarès també destaca la medalla de plata al Campionat del Món d'halterofília de 1923 del pes semipesant i un rècord del món.